# Turó de Dalt la Maça
El Turó de Dalt la Maça és una muntanya de 552 metres que es troba entre els municipis de Castellolí i la Pobla de Claramunt, a la comarca de l'Anoia.